# Ecrectica fasciata
Ecrectica fasciata är en fjärilsart. Ecrectica fasciata ingår i släktet Ecrectica och familjen signalmalar. Inga underarter finns listade i Catalogue of Life.